# Marston Maisey
Marston Maisey è un villaggio e una parrocchia civile della contea del Wiltshire che si trova a circa 3 miglia a nord-est di Cricklade al confine della contea con il Gloucestershire nel Sud Ovest dell'Inghilterra, Regno Unito. 

## Geografia

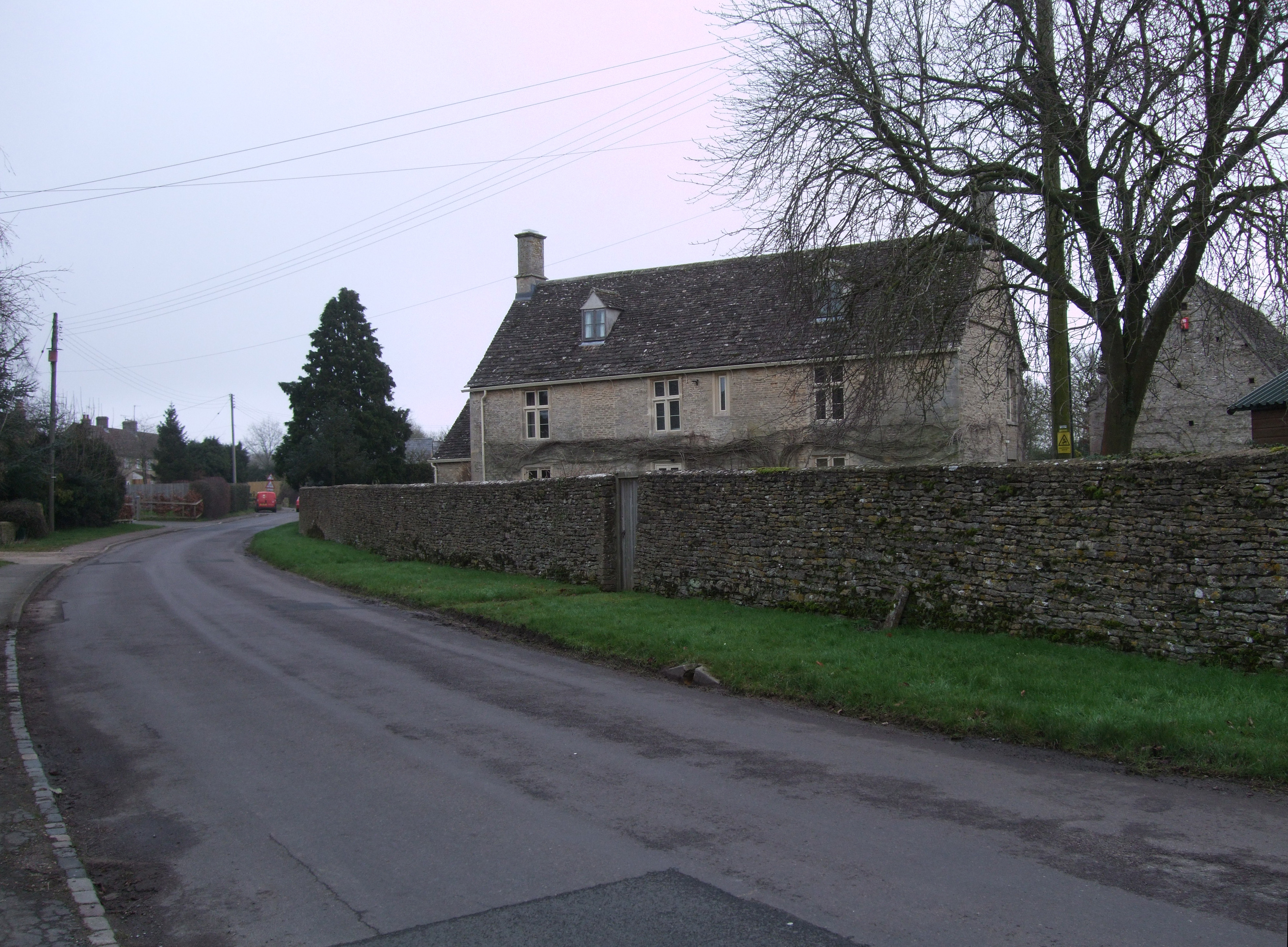
The Grange

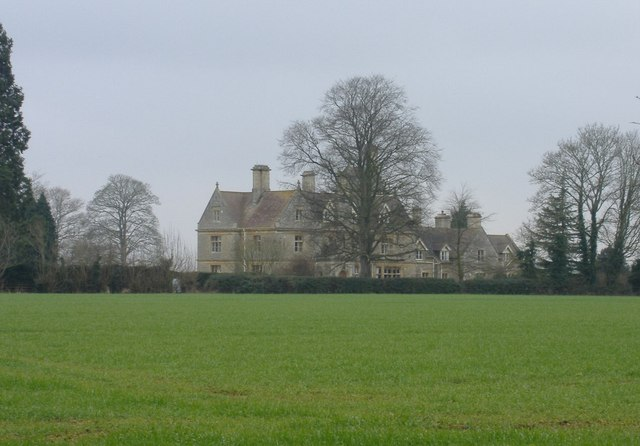
Marston Hill House

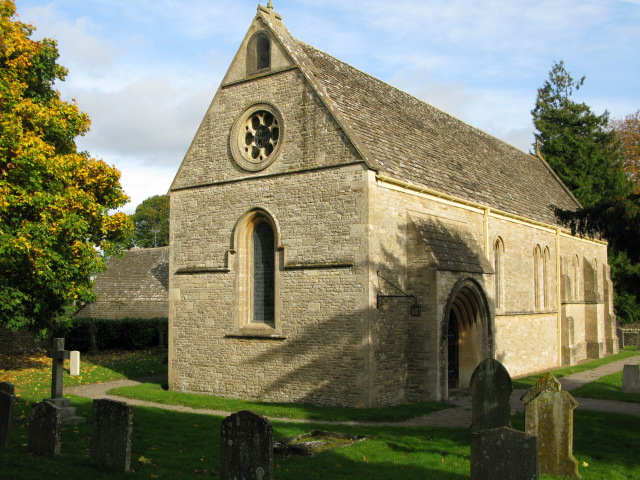
Chiesa parrocchiale di San Giacomo

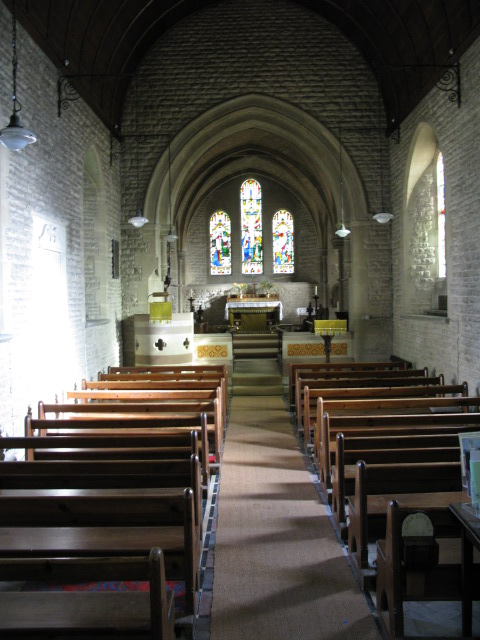
Interno della chiesa parrocchiale di San Giacomo

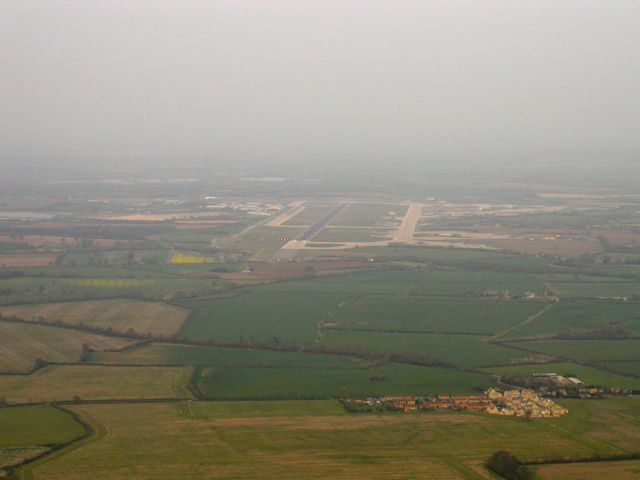
Base aerea di Fairford vista dall'alto

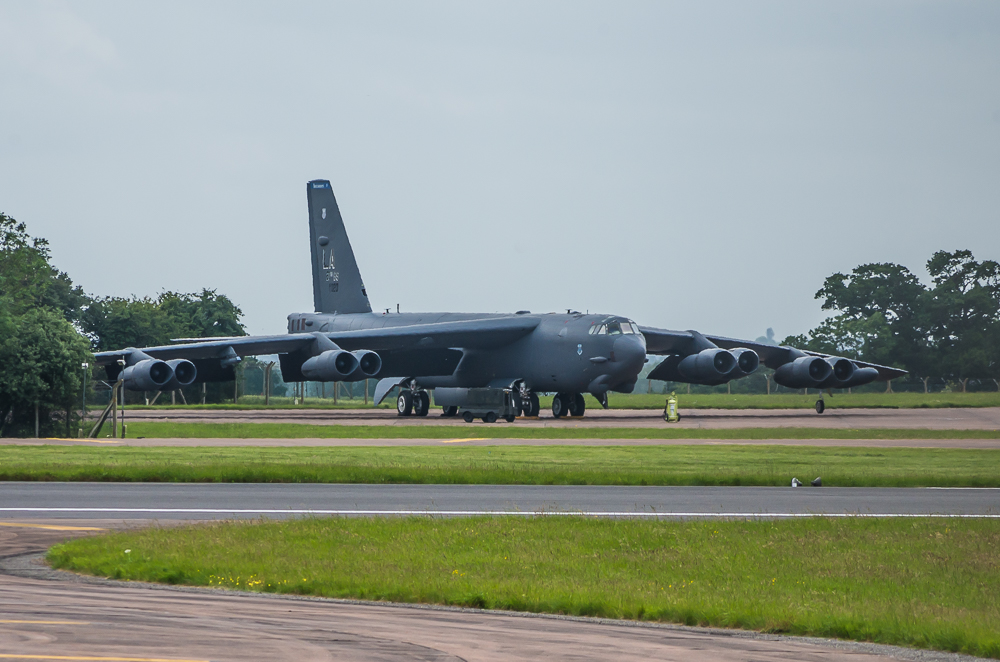
Bombardiere B52 nella base aerea di Fairford

Il territorio della parrocchia civile di Marston Maisey è il più a nord del Wiltshire, al confine con il Gloucestershire, a sud-est di Cirencester e a nord di Swindon. L'insediamento principale è il villaggio di Marston Meysey. Nonostante fosse interamente all'interno del Wiltshire non fu resa parrocchia civile a sé stante fino al diciannovesimo secolo. Marston Maisey è l'unica parrocchia del Wiltshire a non aver mai fatto parte della diocesi di Salisbury. La strada del villaggio è caratterizzata da grandi case in pietra con grandi giardini che un tempo erano cortili agricoli. Dal punto di vista geomorfologico è lunga e stretta e corre verso nord da un terreno pianeggiante accanto all'Upper Thames, con forma approssimativamente triangolare e che si assottiglia da un'ampia base meridionale a uno stretto collo a nord. La maggior parte della parrocchia è delimitata da corsi d'acqua e fiumi. I confini occidentali e sud-orientali seguono corsi d'acqua che scorrono verso il Tamigi, che segna la maggior parte del confine meridionale. Il confine nord-orientale potrebbe seguire argini e fossati preistorici, mentre il limite settentrionale della parrocchia è segnato dalla strada Fairford-Circencester. Il suolo è tipico del Wiltshire con depositi fluviali, prevalentemente alluvionali e ghiaiosi, sebbene vi sia una piccola area di calcare a nord e affioramenti di argilla al centro. La parrocchia è in gran parte pianeggiante, in particolare a sud, che si trova a circa 80 metri sul livello del mare e non sale a 90 metri fino a poco a nord del grande aeroporto militare RAF Fairford. Il punto più basso della parrocchia è a sud-est, a 75 metri, mentre il più alto è nell'estremo nord-est dove il terreno sale a 102 metri. Ci sono solo due rilievi di altezza limitata, Marsh Hill e Marston Hill, posti al centro della parrocchia, che altrimenti non ha colline. A partire dal 2017 c'è pochissima area boschiva e quella che esiste si trova a nord. Marston Maisey ha storicamente sempre avuto quantità molto basse di area boschiva, e la maggior parte di questa apparteneva al signore del feudo.
Non ci sono ferrovie che servono il territorio e la stazione più vicina è a Swindon, a sud. Non ci sono canali che l'attravesino anche se in passato ne esisteva uno collegato al tamigi aperto nel 1789 con un molo, uno scalo merci e un piccolo cottage. Non ci sono aeroporti civili ma un grande aeroporto militare, il RAF Fairford, che si estende fino a Marston Maisey. La strada da Cirencester a Fairford ne costituisce il confine settentrionale. Solo un'altra strada attraversava la parrocchia da est a ovest prima del 1950, andando da Kempsford a Cricklade attraverso il sud della parrocchia, con corsie che conducevano a Castle Eaton. L'altra strada secondaria che attraversa la parrocchia corre da nord a sud, dalla strada Kempsford-Cricklade a Marston Meysey. Prima del 1950 questa strada si biforcava a nord del villaggio, a nord-ovest verso Meysey Hampton e a nord-est verso Fairford.

## Storia
Ci sono poche evidenze di insediamenti presistorici, romani e sassoni. Sono ancora visibili i resti di diversi fossati ad anello, forse tumuli dell'età del bronzo, confini di campi e si sono rinvenuti frammenti di ceramica a sud, sud-est e nord della parrocchia, il che suggerisce un possibile insediamento preistorico. Ci sono anche diverse indicazioni di insediamenti della media età del ferro, il primo dei quali si trova su entrambi i lati di un antico ruscello a sud, poi interrato. Un secondo insediamento dell'età del ferro si trovava sul confine con Kempsford nell'estremo nord, e un terzo è stato provvisoriamente identificato nell'area del villaggio. Ci sono poche prove di insediamenti romani a parte un sentiero romano tra Roundhouse Farm e il Tamigi. Anche per le attività sassoni vi sono ugualmente poche prove di insediamenti, come il rinvenimento di una possibile capanna sassone antica che è stata scavata nel 1993 a nord, tuttavia a parte questo le prove sono minime. Il nome deriva dall'inglese antico e indica un insediamento associato a una palude, forse implicando una particolare funzione, a cui è apposto il cognome di un proprietario signorile. La famiglia de Meysi deteneva sia Marston Meysey che Meysey Hampton fino a quando le terre non furono divise per eredità nel XIII secolo. Marston Meysey, una decima di Highworth hundred, era considerata una cappella di Meysey Hampton, e nel 1302 era stata costruita una nuova cappella per i suoi abitanti. Il suo stato anomalo di cappella di una parrocchia del Gloucestershire il cui territorio si trovava interamente nel Wiltshire continuò fino al XIX secolo. La cappella copriva la stessa area del maniero di Marston Meysey e si trovava nella diocesi di Worcester fino al 1541 e in seguito nella diocesi di Gloucester. Aveva i suoi sagrestani, aiutava i suoi poveri e funzionò a intermittenza come parrocchia indipendente almeno dal 1648. Nel XIX secolo divenne una parrocchia civile. È l'unica parrocchia del Wiltshire a non aver mai fatto parte della diocesi di Salisbury.
L'insediamento era noto come Merston, o Merstone, nel 1199, come Northmerston nel 1281, come Marshtone Meysi nel 1302 e come Marston Measey nel 1773. Nel diciannovesimo secolo si suggerì che il nome della parrocchia e dell'insediamento derivasse dalle tipiche pietre con cui un appezzamento di terra è separato dall'altro anche se sembra più probabile che il nome derivi dalla parola inglese antico per un insediamento vicino a una palude, insieme al cognome del proprietario del maniero, in questo caso la famiglia de Meysi che deteneva il maniero nel tredicesimo secolo. Le aree boschive, attorno al nel 1654, erano gestite da affittuari e il signore era tenuto ad avvisarli prima di tagliare qualsiasi albero, mentre questi avevano vari diritti sugli alberi, incluso quello sugli alberi che erano caduti e il diritto di tagliare salici sui loro possedimenti. Marston Maisey non è menzionato nel Domesday Book o nei Geld Rolls, tuttavia è probabile che l'area fosse inclusa nei possedimenti del conte di Shrewsbury, Roger di Montgomery. Dopo il 1086 è probabile che sia passato con gli affittuari del conte alla famiglia de Meysey, che lo detenne almeno dal 1212. Passò alla famiglia de Meysey fino al 1302, quando fu concesso a Hugh Despenser. Dopo l'esecuzione di Despenser, la tenuta fu confiscata dalla corona, alla quale rimase fino al 1564. In quell'anno Elisabetta I concesse il maniero al vescovo di Salisbury e rimase al vescovo fino a quando non fu confiscato dal Parlamento durante la guerra civile. Il maniero fu venduto a Robert Jenner nel 1648 e passò alla famiglia Jenner fino alla restaurazione, quando tornò ai vescovi di Salisbury e da lì ai comunali ecclesiastici nel 1856. Nel mezzo secolo successivo i commissari vendettero quasi tutte queste terre, anche se una piccola parte fu mantenuta fino agli anni venti. Dopo il territorio si divise in numerose proprietà più piccole, tra queste le tenute Manor Farm e Marston Hill. Manor Farm fu venduta a John Archer nel 1856, passando con gli Archer fino a quando non furono venduti a John Richards nel 1925. La fattoria del maniero fu venduta alla fine del ventesimo secolo e le terre furono acquistate da Robert Spackman. La tenuta di Marston Hill iniziò a prendere forma negli anni settanta del XIX secolo e nel 1878 il reverendo dottor Frederick Bulley aveva acquistato la fattoria di Broadmore Hill e diversi appezzamenti di terreno nelle vicinanze, per creare una tenuta di 250 acri. La tenuta passò a suo figlio prima di essere venduta al maggiore Robert e Lady Mabel Hamilton-Stubber nel 1921 e fu poi acquistata dalla famiglia Spackman prima del 1960. I due manieri rimasero alla famiglia Spackman e formarono parte di una tenuta di oltre 1000 acri con sede nella vicina Kempsford.
La famiglia Jenner rimase in primo piano nella parrocchia per molti anni nonostante la perdita della signoria del maniero dopo la restaurazione. Come gran parte del Wiltshire rurale, l'economia della parrocchia ruotava principalmente attorno all'agricoltura. Prima della recinzione delle terre comuni, le aree arabili erano divise tra tre grandi campi, ciascuno suddiviso in strette strisce di terra coltivate da membri di una famiglia come fittavoli. Questi fittavoli a loro volta dovevano l'affitto al signore del maniero, che possedeva la terra. Nel 1669, queste tre aree arabili consistevano in circa 850 acri di terra coltivata. Gran parte della terra utilizzata per pascolo era concentrata a sud, sebbene prima della recinzione fosse consuetudine far pascolare le pecore nei campi comuni dopo il raccolto. Questa terra comune fu recintata tra la fine del diciassettesimo e l'inizio del diciottesimo secolo, quando i poderi più piccoli furono uniti in diversi poderi più grandi sotto un unico proprietario. A Marston Maisey il processo di recinzione sembra essere stato in gran parte completato entro il 1839, ed entro il 1870 circa 500 acri di terra parrocchiale furono destinati al pascolo. Parte di questo pascolo si trovava nei prati a sud-est della parrocchia, vicino al Tamigi e uno di questi prati era Hill Mead, i cui diritti comuni sopravvissero fino alla fine del diciannovesimo secolo. Hill Mead era un prato che lasciava il diritto di far pascolare gli animali dopo la festa di Lammas, una festa del raccolto derivata dal periodo anglosassone, all'inizio di agosto. Dopo la raccolta del fieno, ai cittadini comuni era consentito far pascolare i loro animali sul prato, sebbene la natura di questo pascolo fosse strettamente controllata. Nei primi anni del 1800 una mucca o un cavallo su quattro poteva pascolare sul prato tra il 12 agosto e il 12 novembre, dopodiché una pecora su quattro poteva nutrirsi sul prato fino al 5 marzo. Hill Mead si rivelò spesso una fonte di problemi per la parrocchia e dalla fine del XVII secolo ci sono registrazioni di bovini senza il marchio della città che venivano fatti pascolare nel prat. Questi animali venivano portati al recinto del villaggio, insieme ad altri scoperti a pascolare nei vicoli della parrocchia senza un custode. Hill Mead sembra essere stata una delle ultime aree della parrocchia ad essere stata recintata, sopravvivendo come pascolo comune fino al 1864.
I mezzadri medievali e moderni di Marston Maisey seguirono il modello stabilito dalla contea in quanto la maggior parte erano cosiddetti affittuari consuetudinari, un numero minore erano contadini e relativamente pochi erano affittuari liberi. Gli affittuari liberi pagavano l'affitto al signore del feudo in contanti, mentre gli affittuari consuetudinari e i contadini pagavano l'affitto in natura, solitamente sotto forma di lavoro pesante. Oltre a coltivare i propri appezzamenti, che erano generalmente più grandi di quelli dei contadini, ci si aspettava che i contadini lavorassero a giorni alterni nei campi di proprietà del signore locale. Ci si aspettava non solo che i contadini lavorassero i campi del signore ma anche che facessero fieno per il signore, oltre a coltivare la propria terra. Nel XIII e nel XIV secolo c'erano due o tre famiglie di contadini liberi nella parrocchia e circa trenta famiglie di contadini che erano tenuti a lavorare la terra del signore e che erano limitati nelle loro libertà. Due terzi di questi servi avevano modeste fattorie di loro proprietà, mentre un terzo erano contadini la cui sopravvivenza dipendeva dal loro lavoro per gli altri. A partire dal periodo della peste nera, il numero di servi nel Wiltshire e nel paese nel suo complesso diminuì man mano che i cambiamenti sociali apportati dalla popolazione ridotta prendevano piede. Entro il diciassettesimo secolo la prosperità complessiva della parrocchia era apparentemente aumentata, come testimoniato dalla ricostruzione di molte fattorie in pietra durante questo periodo. A Manor Farm nel 1669 c'erano tre proprietari terrieri. Dopo la recinzione Marston Maisey rimase una comunità di contadini, anche se ovviamente la natura delle fattorie stesse era cambiata.
Oltre alle attività agricole erano presenti una vasta gamma di servizi per soddisfare le esigenze della popolazione locale, come, tra le altre, una falegnameria, una calzoleria, un carradore, un pagliaio e un tappezziere e carrozziere. 
Era presente l'ufficio postale e vi passavano diversi corrieri che fornivano collegamenti per le città e i villaggi vicini. In particolare questi collegamenti erano rotte regolari ma poco frequenti, come il collegamento con Cirencester che risaliva al 1867 e da allora i viaggi venivano effettuati solo due volte a settimana, il lunedì e il venerdì, con il servizio di ritorno lo stesso giorno. Fu solo nel 1939 che i trasportatori iniziarono a viaggiare nel fine settimana e questo solo sulla rotta di Swindon, che forniva un servizio il sabato. Altri servizi vari includevano una sala del villaggio e una stazione di polizia. La prima fu aperta sul sito della scuola dopo la chiusura della scuola nel 1924 ed era ancora attiva all'inizio del ventunesimo secolo. La seconda sembra essere stata attiva solo per un breve periodo all'inizio del ventesimo secolo, poiché è elencata nella Kelly's Directory solo per il 1915 e il 1920.
Ci sono relativamente poche informazioni relative alle scuole di Marston Maisey. La scuola nella parrocchia era presente dal 1725 circa, dotata usando parte del denaro raccolto dalla chiesa che pagò un maestro o una maestra per insegnare ai bambini più poveri. Questo edificio scolastico era apparentemente ancora in piedi nel 1871 quando aveva spazio per 17 alunni. La sagrestia parrocchiale commissionò poi una nuova scuola nazionale, che fu progettata da James Brooks, che in seguito progettò il nuovo edificio della chiesa parrocchiale. La scuola fu completata nel 1874 e ampliata all'inizio del XX secolo. Tuttavia la frequenza risultò inferiore alle previsioni, con una media di circa 30 bambini scendendo poi gradualmente sino al 1924, anno in cui la scuola fu chiusa. Ci fu poca attività militare a livello locale durante la prima e la seconda guerra mondiale anche se diversi cittadini presero parte ai conflitti. C'erano diverse organizzazioni di beneficenza che fornivano supporto ai poveri e il denaro raccolto nel 1861 e nel 1877 fu trasferito dal vicario agli Official Trustees of Charitable Funds. Nel 1835 la parrocchia si unì alla Cirencester Poor Law Union prima di essere trasferita alla Cricklade and Wootton Bassett Poor Law Union nel 1881. L'aeroporto fu costruito alla fine della seconda guerra mondiale nella vicina parrocchia di Kempsford e la sua pista fu estesa fino a Marston Maisey intorno al 1950, dividendo le estremità settentrionale e meridionale della parrocchia.

## Villaggi e insediamenti
Ci sono relativamente pochi insediamenti all'interno della parrocchia. L'insediamento principale è il villaggio di Marston Meysey, che secondo la Victoria County History for Wiltshire sembra un insediamento medievale pianificato, distribuito lungo la sua strada centrale che corre da nord a sud. Nel XIV secolo l'insediamento era costituito da circa 20 fattorie, composte sia da affittuari liberi che consuetudinari. Nel XIX secolo questo numero scese a 13 fattorie. Il villaggio sembra aver subito diverse fasi di espansione e costruzione e molti degli edifici risalgono a un intenso processo di ricostruzione che si è avuto nel XVI e nel XVII secolo. Una seconda fase si è realizzata nel XVIII secolo ed ha ampliato ulteriormente il villaggio. Alla fine del XIX secolo sono stati aggiunti una nuova canonica e una scuola, poi l'ufficio postale e una locanda pubblica. A parte il villaggio principale, ci sono pochi altri insediamenti minori, che non arrivano alla dignità di villaggio. La fattoria di Cox, a sud-est, fu costruita nel XVI secolo, mentre la fattoria di Marsh Hill fu costruita nel XVIII secolo ma demolita negli anni cinquanta per far posto all'ampliamento dell'aeroporto RAF Fairford. La fattoria Broadmore, originaria almeno del XVIII secolo, fu demolita intorno al 1885 per far posto a Marston Hill House e sostituita da una serie di cottage di campagna nel corso del successivo mezzo secolo. La parrocchia, in particolare l'area dentro e intorno a Marston Meysey, contiene un gran numero di edifici classificati tra i quali la casa di Marston Hill, che negli anni cinquanta fu utilizzata come scuola per i figli dei militari statunitensi di stanza alla R.A.F. Fairford, la Marston Meysey Manor House, la Cox's Farmhouse, la chiesa e l'ex scuola del villaggio. Gli ultimi due edifici sono degni di nota in quanto furono progettati negli anni ottanta del XVIII secolo dall'architetto James Brooks, uno degli architetti più creativi all'epoca, secondo la Victoria County History. Di interesse sono anche gli edifici che erano vicini al canale che arrivava al Tamigi. Il ponte Marston Meysey, risalente alla fine del XVIII secolo, combinava un ponte sul canale con una chiusa e spazi abitativi. La vicina Round House è un edificio circolare, poi divenuta un'abitazione privata. Originariamente era un cottage costruito per i longheroni del canale che erano responsabili della manutenzione del canale. L'edificio a Marston Maisey è una delle cinque strutture di questo tipo costruite lungo il canale del Tamigi ed è l'unico esempio nel Wiltshire.

## Monumenti e luoghi d'interesse
Ci sono numerosi edifici storici e altri siti d'interesse nel territorio di Marston Maisey, il più importante è la sua chiesa.
- Chiesa di San Giacomo (in inglese Church of St James). La chiesa parrocchiale anglicana risale al XIX secolo. Il luogo di culto appartiene alla diocesi di Gloucester  e dal 17 aprile 1986 è considerata un monumento classificato di secondo grado per il suo particolare interesse storico e architettonico.[7][8]
- Manor House. Monumento classificato di secondo grado per il suo particolare interesse storico e architettonico.[9]
- The Grange. Monumento classificato di secondo grado.[10]
- Bleeke HouseL. Monumento classificato di secondo grado per il suo particolare interesse storico e architettonico.[11]
- Marston Hill House. Monumento classificato di secondo grado.[12]